# Alemitu Bekele Degfa
Alemitu Bekele Degfa, född den 17 september 1977 i Shewa i Etiopien, är en turkisk friidrottare som tävlar i medeldistanslöpning.
Bekele Degfa deltog vid Olympiska sommarspelen 2008 på 5 000 meter och slutade sjua i finalen på tiden 15.48,48. Hon deltog vid EM inomhus 2009 i Turin på 3 000 meter där hon vann guld på tiden 8.46,50. Hon deltog vidare på 5 000 meter vid EM 2010 i Barcelona där hon vann guld, men 2013 fråntogs hon medaljen efter diskkvalificering för doping.

## Personliga rekord
- 5 000 meter - 15:05,85 från 2008 i Izmir